# نادي هايدنهايم
نادي هايدنهايم 1846 لكرة القدم (بالألمانية: 1. Fußballclub Heidenheim 1846) نادي كرة قدم ألماني يلعب في دوري الدرجة الاولى الألماني. تم تأسيس النادي في عام 2007 كجزء من اتحاد هايدنهايم الرياضي.

## روابط خارجية
- 1. FC Heidenheim